# Idratazione dell'ossidiana

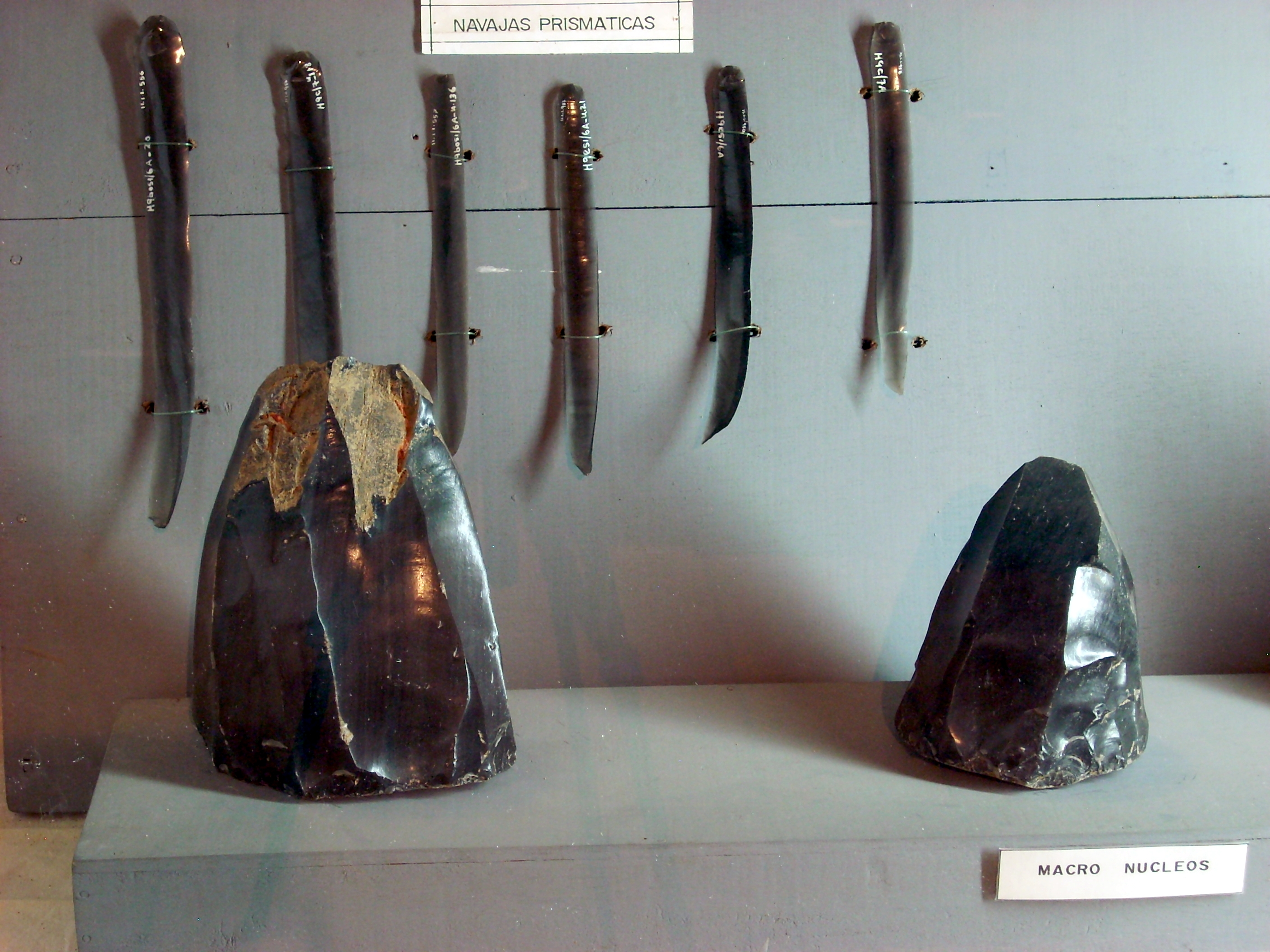
Manufatti di ossidiana rinvenuti in Guatemala

Il metodo dell'idratazione dell'ossidiana si utilizza in archeologia per datare strumenti litici realizzati in ossidiana.
Il metodo si basa sulla proprietà di questo materiale vulcanico di assorbire acqua dall'ambiente, formando sulle superfici degli strati di idratazione che si accrescono in modo costante con il passare del tempo. Poiché lo strato di idratazione inizia a formarsi nel momento in cui la superficie viene per la prima volta esposta al vapor acqueo presente nell'aria, il suo spessore, misurabile al microscopio, permette di valutare il momento in cui la pietra è stata lavorata e scheggiata.
La velocità di accrescimento dello strato di idratazione, tuttavia non è sempre la stessa, e dipende sia dal giacimento di origine, sia dalle condizioni climatiche a cui il pezzo è stato esposto. Il metodo va dunque considerato un metodo di datazione relativo all'interno di uno stesso sito e va utilizzato insieme ad altri metodi.
Il suo campo di applicazione teorico va da 200 a 200.000 anni fa, ma nella pratica i migliori risultati sono stati ottenuti fino a 100.000 o 120.000 anni fa.